# Futbol'nyj Klub Dynamo Kyïv
Il Futbol'nyj Klub Dynamo Kyïv (in ucraino Футбольний клуб Динамо Київ?, in russo Футбо́льный клуб Дина́мо Ки́ев?, Futbol'nyj Klub Dinamo Kiev), nota in italiano come Dinamo Kiev, è una società calcistica ucraina di Kiev. Milita nella massima divisione del campionato ucraino dalla fondazione di quest'ultimo e disputa le partite interne nello Stadio Olimpico di Kiev (70.050 posti).
Fondata il 13 maggio 1927 come squadra della locale polizia sovietica di Kiev, la Dinamo è la squadra più titolata dell'ex URSS. Dopo lo scioglimento di tale Paese nel 1991 e l'indipendenza dell'Ucraina, ha dominato il campionato nazionale nel suo primo decennio di vita. Dal 1936 ha sempre militato nella massima serie, prima del campionato sovietico, risultando l'unico club in grado di contrastare l'egemonia delle squadre moscovite, e poi di quello ucraino. Nel 1965 divenne il primo club sovietico a partecipare ad una coppa europea. Con 260 vittorie è la squadra europea che ha vinto più partite in Champions League, senza mai essersi aggiudicata il trofeo.
Nel suo palmarès figurano tredici campionati sovietici, diciassette campionati ucraini, nove Coppe sovietiche, tre Supercoppe sovietiche, tredici Coppe d'Ucraina e 9 Supercoppe d'Ucraina. In ambito internazionale si è aggiudicata due Coppe delle Coppe, una Supercoppa europea e quattro Coppe della CSI.

## Storia

### Origini

La Dinamo Kiev nel 1928

La Dinamo Kiev fu fondata nel 1927 dall'NKVD, il ministero dell'interno sovietico, allo scopo di istituire anche in Ucraina, sulla scia di quanto già fatto in Russia e in Georgia dove, per esempio, esistevano già rispettivamente la Dinamo Mosca e la Dinamo Tbilisi, squadre dei reparti di Polizia, cui il termine Dinamo faceva riferimento. I giocatori non erano professionisti, ma dipendenti del ministero, cui il club era subordinato.
Nei suoi primi anni di vita il club era considerato la seconda forza tra quelli della capitale ucraina, dovendo cedere questo titolo al più quotato Lokomotiv Kiev. Contemporaneamente la capitale calcistica (ed anche politica) del paese era Charkiv, che rappresentava l'Ucraina nei nascituri tornei dell'URSS, dato che non era ancora nato un vero e proprio campionato sovietico.

### L'esordio nel campionato sovietico
Lentamente la Dinamo Kiev iniziò ad affermarsi come uno dei migliori club ucraini e, complice lo spostamento della capitale Ucraina da Charkiv a Kiev, fu scelta come rappresentante dell'Ucraina nel primo campionato sovietico di calcio nella primavera del 1936. Il primo campionato vide la Dinamo classificarsi al secondo posto e, nella seconda edizione dello stesso anno, al sesto; nel 1937 si classificò al terzo, mentre nel 1938 al quarto.
In questi anni la squadra di Kiev si impose anche sulla selezione francese Red Star di Parigi per 6 a 1 e per 9 a 1 sulla nazionale turca venendo successivamente sconfitti 3 a 1 da una selezione basca. Numerosi giocatori della Dinamo rappresentavano quanto di meglio l'Unione Sovietica potesse offrire e, allenati dal leggendario allenatore Mikhail Tovarovskiy contavano su giocatori quali Nikolai Trusevich, Anton Idzkovskiy, Mikhail Sviridovskiy, V. Shilovskiy, K. Schegodskiy, K. Piontkovskiy, V. Prokofiev, M. Volin, I. Lifshits, Nikolay Makhinya.

### La gara contro i tedeschi
Durante la seconda guerra mondiale molti giocatori della Dinamo non riuscirono a mettersi in salvo dagli occupanti tedeschi e vennero impiegati come prigionieri di guerra nel locale panificio; venuti a conoscenza della presenza di questi calciatori i tedeschi decisero di mostrare la loro superiorità formando una selezione mista di tedeschi e ungheresi, sfidando una selezione formata da otto giocatori della Dinamo: Nikolaj Trusevič, Mikhail Sviridovskiy, Nikolai Korotkikh, Aleksey Klimenko, Fedor Tyutchev, Mikhail Putistin, Ivan Kuzmenko, Makar Hončarenko e tre giocatori della Lokomotyv Kiev, anch'essi rimasti a Kiev: Vladimir Balakin, Vasilij Sucharev, e Michail Mel'nik.
La selezione ucraina dapprima affrontò la partita sapendo che doveva assolutamente perdere, ma entrata nello stadio e vedendosi accolta da numerosissimi tifosi ucraini, i giocatori decisero di giocare seriamente per far vedere al proprio popolo uno spiraglio di luce in quel buio periodo. Gli ucraini travolsero i nazisti battendoli per 5 a 1. Allora i nazisti programmarono una nuova partita un mese dopo, conosciuta come partita della morte, con l'obbligo agli ucraini di perdere. Lo Start FC (la squadra ucraina) domina e vince 5-3. Ma quello che umiliò di più i tedeschi fu la "sesta rete". Quella non segnata. Klimenko, come Maradona contro l'Inghilterra, saltò come birilli mezza squadra avversaria, portiere compreso, ed invece di depositare la palla in rete, si fermò sulla linea di porta, si girò su se stesso e calciò il pallone verso il centro del campo. La rappresaglia arrivò poco dopo. A farne le spese furono diversi giocatori, alcuni torturati ed uccisi, alcuni fucilati e gettati dal burrone di Babij Jar e altri deportati nei lager.

### La rinascita e il primo titolo
Tra il 1937 e il 1948, pur giocando sia il campionato che la coppa nazionale, la Dinamo disputò anche la Coppa statale della RSS Ucraina: in tale periodo vinse ben sei edizioni, divenendo la squadra più titolata anche se con un numero limitato di partecipazioni.
La Dinamo venne distrutta ed occorrerà molto tempo prima che torni ad occupare il ruolo che ricopriva nel calcio sovietico negli anni antecedenti la guerra. Difatti la Dinamo tornò ai vertici solo nel 1952 finendo seconda in campionato e vincendo la Coppa dell'Unione Sovietica del 1954; i principali giocatori di quell'epoca erano Oleg Makarov, A. Lerman, B. Golubev, N. Golyakov, P. Tischenko, T. Popovich, A. Larionov, M. Mikhalina, Edward Yust, A. Koltsov, Alexander Zazroev, Mikhail Koman, Z. Sengetovskiy, V. Zhilin, P. Vinkovatov, V. Bogdanovich, V. Zhuravlev, V. Fomin, V Terentiev.
Nel 1955 Golubev, Fomin e Makarov vennero convocati nella nazionale sovietica e, unitamente ai giocatori sopracitati, costituirono l'ossatura per la squadra che vinse per la prima volta il campionato sovietico del 1961 portando per la prima volta il trofeo fuori da Mosca dove era rimasto sino ad allora; i giocatori fautori di questa vittoria epocale furono Valeri Lobanovski, Viktor Kanevskiy, Oleg Bazilevich, Andrei Biba, Valentin Troyanovskiy, Vladimir Anufrienko, Yuriy Voinov, Vassiliy Turyanchik, Joseph Sabo, Viktor Serebrjanikov, V. Schegolkov, Anatoliy Suchkov e Nikolai Koltsov.

### Da Maslov a Lobanovs'kyj

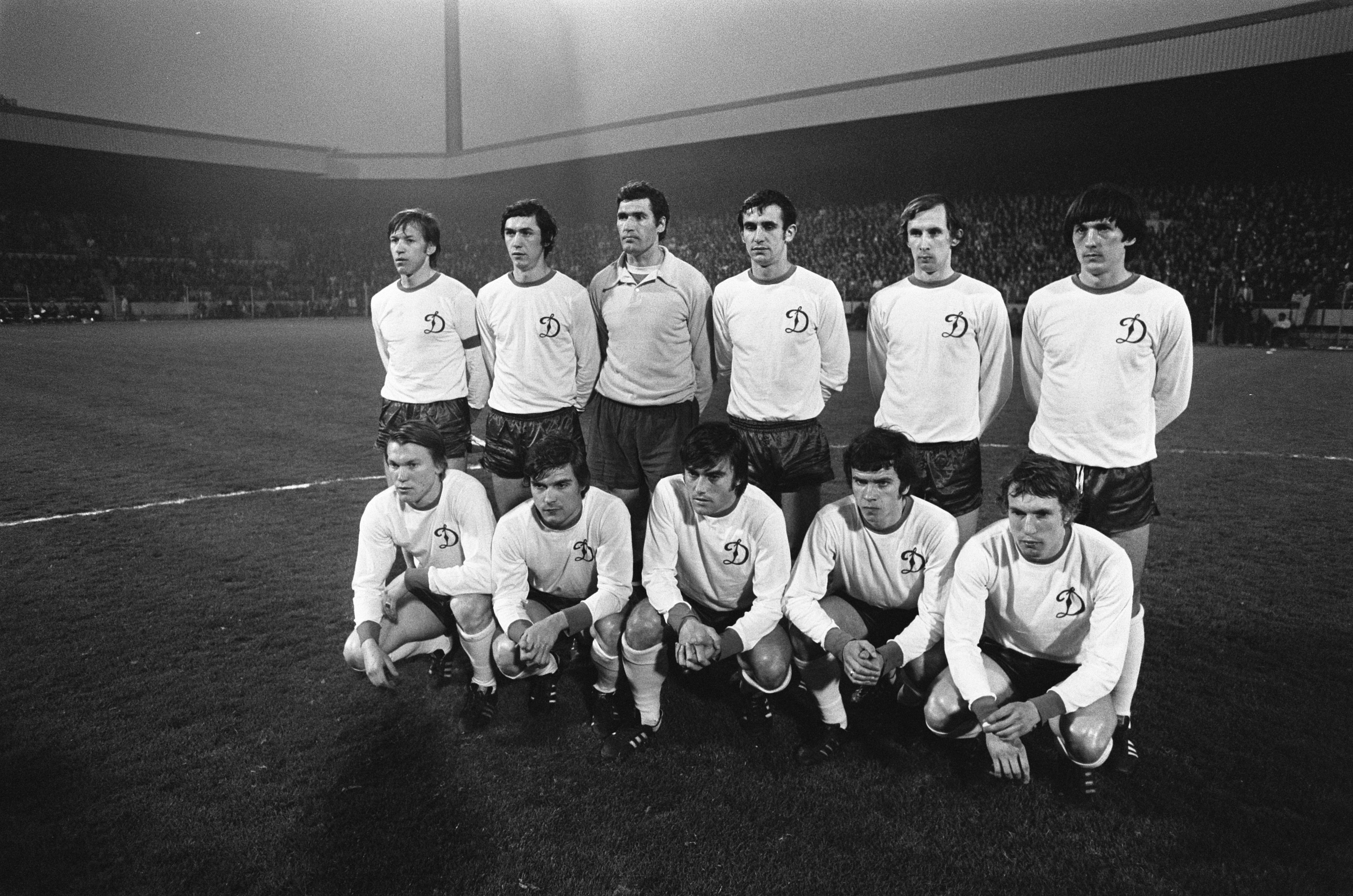
Una formazione della Dinamo Kiev nel 1975

La fama della Dinamo venne ulteriormente rafforzata dall'arrivo del nuovo allenatore Viktor Maslov nel 1963. Nel 1964 la Dinamo vinse la sua seconda Coppa dell'Unione Sovietica e negli anni tra 1966 e il 1968 conquistò tre titoli consecutivi. Nel 1966 furono convocati dalla nazionale sovietica Leonīds Ostrovskis, Yozhef Sabo, Valeriy Porkuyan e Viktor Serebrjanikov per i Mondiali inglesi del 1966 in cui la nazionale arrivò quarta, Anatoliy Byshovets, Volodymyr Muntyan, Evgeni Rudakov e Vladimir Levchenko per gli europei del 1968 in Italia (esperienza chiusa nuovamente al quarto posto), mentre Viktor Serebrjanikov, Volodymyr Muntyan, Anatoliy Puzach, Anatoliy Byshovets, Vitaliy Khmelnytskyi parteciparono ai Mondiali messicani del 1970.

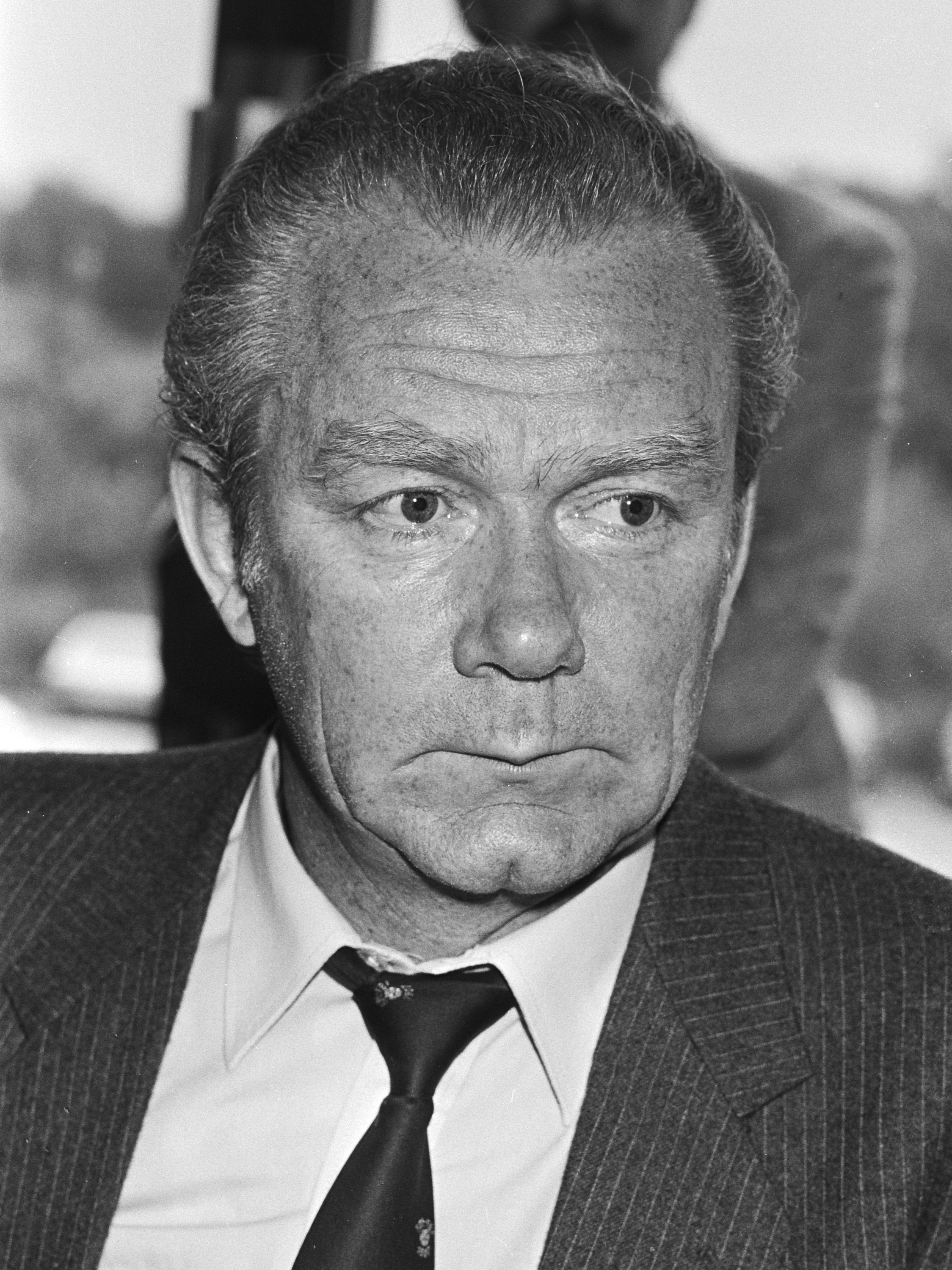
Valerij Lobanovs'kyj nel 1985. Ex calciatore di successo del club, allenò la Dinamo Kiev a più riprese tra il 1973 e il 2002, vincendo 24 titoli nazionali e 5 internazionali

Nel 1971 la Dinamo vinse un altro campionato, mentre dal 1973 si affermavano i metodi del nuovo allenatore Valerij Lobanovs'kyj, metodologie basate su una preparazione fisica sconosciuta sino ad allora e sul concetto di squadra, al cospetto del quale tutte le individualità perdevano d'importanza. Saranno queste innovazioni a portare la Dinamo a realizzare l'accoppiata campionato-coppa nel 1974 (prima squadra dell'Unione Sovietica a riuscire nell'impresa). A quei tempi nelle sue file militavano Oleg Blochin, Leonid Buryak, Volodymyr Onyščenko, Vladimir Veremeev, Viktor Kolotov e dieci undicesimi dei titolari lo erano anche della nazionale sovietica (allenata in quel periodo dallo stesso Lobanovski). Nel 1975 la Dinamo vince un altro campionato dell'URSS (il settimo), e la Coppa delle Coppe 1974-1975 battendo in finale gli ungheresi del Ferencvaros con un netto 3-0 (divenendo la prima squadra dell'Unione Sovietica a vincere un trofeo europeo), conquistandosi in tal modo il diritto di contendere al Bayern Monaco la Supercoppa europea del 1975, vinta poi per 1-0. In quello stesso anno Oleg Blochin vinse il Pallone d'oro 1975 come miglior giocatore europeo di quell'anno.
La Dinamo continuò ad inserire giovani talenti su un telaio collaudato continuando a mietere successi in patria (vincendo i campionati del 1977, 1980, 1981 e la coppa del 1978, 1982) continuando a formare l'ossatura (8 giocatori su 11) della nazionale sovietica che partecipò al Mondiale spagnolo del 1982.
Nel 1985 la Dinamo ritorna a vincere l'accoppiata campionato-coppa. L'anno seguente vinse il campionato e la Coppa delle Coppe 1985-1986 battendo per 3-0 in finale l'Atlético Madrid, nello stesso anno vinse il Pallone d'oro nuovamente un giocatore della Dinamo l'attaccante Igor Belanov. Perse 1-0 la Supercoppa europea del 1986 contro la Steaua Bucarest del giovane Gheorghe Hagi autore del goal decisivo. Negli anni seguenti il processo di democratizzazione dell'URSS consentì a molti giocatori di lasciare la Dinamo e andare a giocare all'estero venendo rimpiazzati da numerosi giovani talenti che consentirono alla Dinamo di vincere la coppa del URSS 1989-90 e il suo tredicesimo titolo nel 1990 mentre, dopo l'addio dell'allenatore Valeri Lobanovski, non riuscirono a ripetersi nel 1991, anno dell'ultimo campionato sovietico della storia.
La Dinamo chiuse quindi l'era del campionato sovietico come detentrice del record di scudetti vinti (13), come seconda per numero di coppe nazionali vinte (dietro lo Spartak Mosca) e prima per supercoppe vinte.

### Dominio nel neonato campionato ucraino

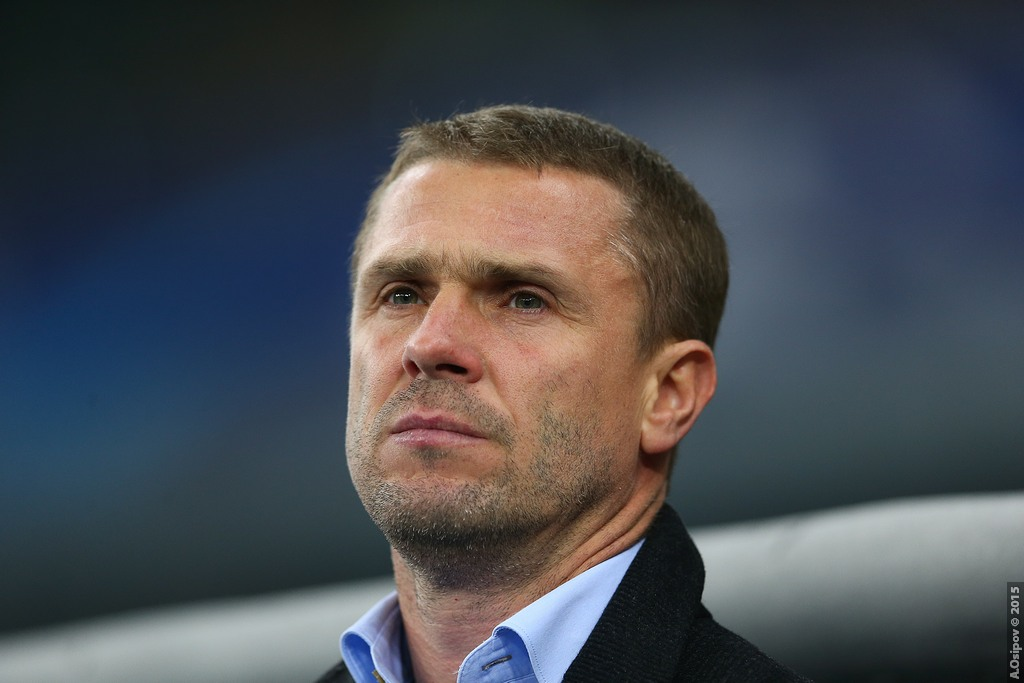
Serhij Rebrov, ex calciatore della Dinamo (1992-2000 e 2005-2008) nonché suo ex allenatore dal 2014 al 2017

Dopo la dissoluzione dell'Unione Sovietica e l'avvio del campionato ucraino, la Dinamo esordì nel nuovo torneo lasciando inaspettatamente il titolo del 1992 al Tavrija. Dopo questo primo "passo falso", la squadra inanellò una striscia di 9 titoli vinti consecutivamente (di cui gli ultimi 5 vinti sotto la guida del tecnico Valeri Lobanovski, vincitore anche di tre coppe d'Ucraina) fino all'edizione 2001-2002, quando si affacciò alla ribalta nazionale lo Šachtar, ancora oggi l'unica squadra capace di contrastare la Dinamo per il predominio calcistico dell'Ucraina.
Già nell'estate del 1993, però, il club attraversò una prima fase di crisi: il presidente Viktor Bezverkhy avviò le procedure per la liquidazione del club. Il 19 luglio 1993, in un'assemblea straordinaria di dirigenti e calciatori del club, il presidente fu destituito e fu fondato il Football Club Dinamo (Kiev). Come presidente della neonata società fu eletto Hryhoriy Surkis. Il comune di Kiev, che insieme al centro Slavutych e alla inglese Newport Management aveva partecipato come socio alla fondazione del club, concesse al club due centri di allenamento e lo Stadio Dinamo.
Dagli anni '90 club partecipò a varie edizioni della UEFA Champions League e in ambito nazionale vinse 9 titoli di fila, rivaleggiando solo con lo Šachtar, squadra che si classificò per varie stagioni seconda prima di interrompere il dominio della Dinamo vincendo il primo campionato nel 2001-2002. Facevano parte di quella squadra elementi di talento quali Andrij Ševčenko, Serhij Rebrov, Andrij Husin e Oleh Lužnyj.

La Dinamo Kiev nel 1999

Particolarmente fruttuose furono le campagne europee del biennio 1997-1999. Nella Champions League 1997-1998 la Dinamo vinse il proprio girone mettendosi alle spalle Newcastle Utd, PSV e Barcellona, riuscendo anche nell'impresa di vincere per 3-0 al Camp Nou. Ai quarti di finale fu poi eliminata dalla Juventus di Marcello Lippi, poi finalista. Nella Champions League 1998-1999 la squadra di Kiev fece di meglio, raggiungendo la semifinale, dove fu eliminata dal Bayern Monaco.

### Dagli anni duemila in poi
Nel 2007, in occasione degli 80 anni del club, l'emblema della squadra fu impreziosito da due stelle, ciascuna delle quali indica la vittoria di 10 campionati sovietici e di 10 campionati ucraini.
Nel dicembre 2007 il club nominò il primo allenatore non ucraino della propria storia, il russo Jurij Sëmin, che nel 2007-2008 fallì la conquista del campionato e della Coppa d'Ucraina. Nella Coppa UEFA 2008-2009 ottenne la migliore prestazione nelle coppe europee dal 1999: eliminò Valencia e Paris Saint-Germain e approdò in semifinale, dove fu eliminata nel derby ucraino dallo Šachtar, poi vincitore del trofeo. In quella stagione la Dinamo si rifece in campionato, conquistando il suo 13º titolo.

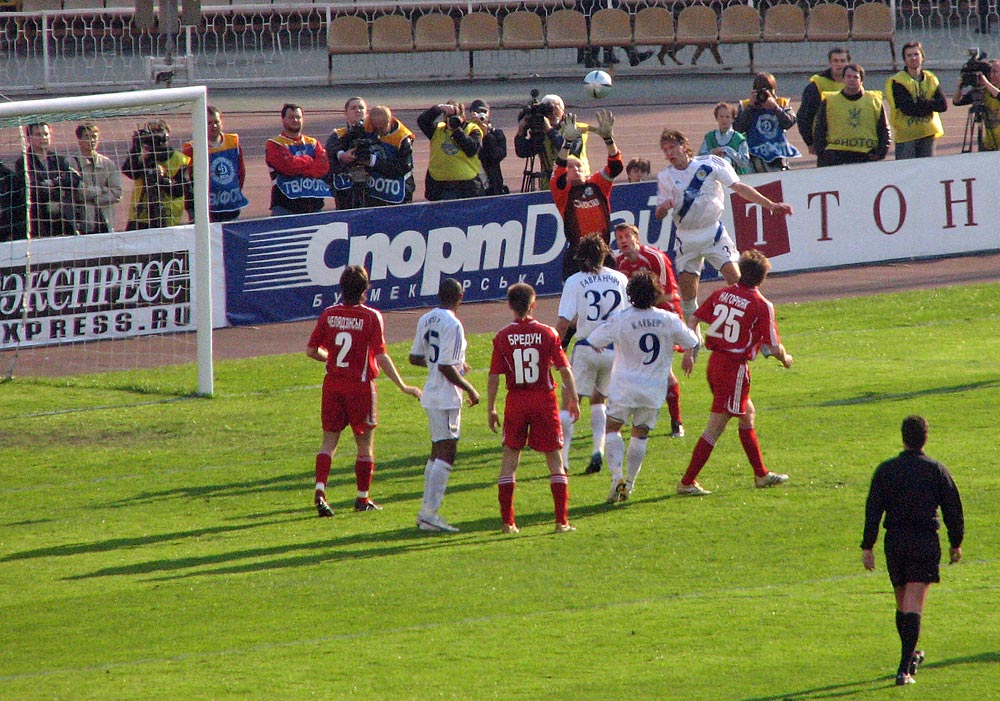
-Dinamo Kiev, finale della Coppa d'Ucraina, 2 maggio 2006

Nel 2010-2011, una stagione segnata dalla vittoria da record (9-0) in campionato contro l'Illičivec', concluse seconda, piazzamento ripetuto nella stagione seguente, l'ultima di Ševčenko.
Nel 2011-2012 la Dinamo concluse al secondo posto in campionato e fu eliminata dal Rubin nel turno preliminare di Champions League. Retrocessa in Europa League, eliminò il Liteks Loveč e si qualificò per la fase a gironi del torneo, dove si piazzò terza nel proprio raggruppamento.
Nell'aprile 2013 fu condannata a disputare due partite interne nelle coppe europee a porte chiuse a causa di episodi di razzismo di cui si resero responsabili suoi sostenitori. Eliminando Feyenoord e Borussia M'gladbach approdò alla fase a gironi della Champions League, dove giunse terza qualificandosi per l'Europa League, da cui fu estromessa dal Bordeaux. In campionato giunse terza e in Coppa d'Ucraina fu eliminata già nei sedicesimi di finale, a conclusione di un'annata amara.
Nel 2013-2014 non andò meglio: il club si piazzò quarto in campionato (peggior piazzamento dopo la dissoluzione dell'URSS) e fu eliminata ai sedicesimi di Europa League dal Valencia. Oleh Blochin fu esonerato e sostituito con Serhij Rebrov, con cui la squadra vinse per la prima volta dopo 11 anni la Coppa d'Ucraina.

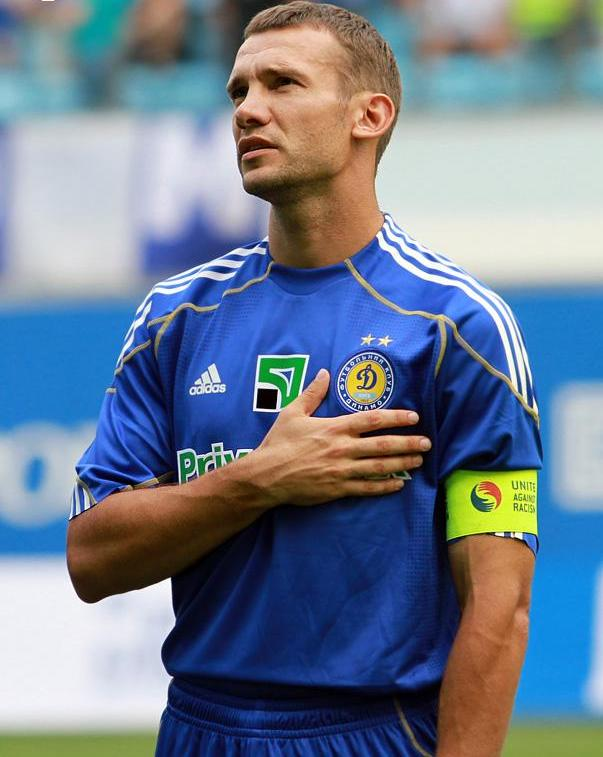
Andrij Ševčenko con la fascia di capitano della Dinamo Kiev nel 2010

La svolta arrivò nella stagione 2014-2015, quando la Dinamo si rinforzò con l'ingaggio di Aleksandar Dragović, Jeremain Lens, Łukasz Teodorczyk e Vitorino Antunes. Guidata da Rebrov, vinse il titolo nazionale senza subire sconfitte e anche la Coppa d'Ucraina. Nella stessa annata superò il girone di Europa League ed eliminò il Guingamp ai sedicesimi di finale e l'Everton agli ottavi, prima di cadere ai quarti contro la Fiorentina.
Nella stagione 2015-2016 la Dinamo, puntellata dall'arrivo del talentuoso Derlis González, tornò a disputare la Champions League, dove si piazzò seconda nel suo girone dietro il Chelsea e davanti al Porto grazie alla vittoria per 2-0 in Portogallo. Agli ottavi di finale, dove approdò per la prima volta dal 1999, fu eliminata dal Manchester City. In ambito nazionale arrivò il secondo double di fila.
Nell'estate del 2016 calciatori quali Miguel Veloso, Dieumerci Mbokani, Radosav Petrović e Łukasz Teodorczyk lasciarono il club. La stagione 2016-2017 si rivelò molto deludente: in campionato la squadra della capitale si piazzò seconda a 17 punti dallo Šachtar capolista e in Champions League ultima nel proprio girone, malgrado una storica vittoria per 6-0 contro il Beşiktaş a Kiev. Nel gennaio 2017 arrivarono alla Dinamo i difensori Aleksandar Pantić e Tamás Kádár, che si aggiunsero agli emergenti Viktor Cyhankov e Artem Bjesjedin. In Coppa d'Ucraina la Dinamo fu sconfitta in finale dallo Šachtar per 1-0.
Nel giugno 2017 la panchina fu affidata a Aljaksandr Chackevič, ex calciatore della Dinamo, sotto la cui guida iniziò la stagione perdendo la Supercoppa d'Ucraina contro lo Šachtar. La squadra ingaggiò Oleg Gusev e Josip Pivarić, mentre cedette, tra gli altri, il capitano Andrij Jarmolenko al Borussia Dortmund. Retrocessa in Europa League dopo l'eliminazione al terzo turno di Champions League contro lo Young Boys, superò il Marítimo ed ebbe accesso alla fase a gironi, dove vinse il gruppo con Partizan, Skënderbeu e Young Boys. Ai sedicesimi di finale ebbe la meglio sull'AEK Atene, ma agli ottavi fu eliminata dalla Lazio. Dopo aver lottato per il titolo nazionale, si piazzò seconda, avendo perso 6 punti nelle ultime due giornate.
La stagione seguente iniziò con la vittoria contro lo Slavia Praga nel terzo turno di Champions League, cui seguì l'eliminazione nel play-off per mano dell'Ajax. Retrocessa in Europa League, la squadra vinse il girone con Rennes, Astana e Jablonec ed ebbe accesso ai sedicesimi di finale contro l'Olympiacos. Eliminati i greci, gli ucraini furono estromessi dalla competizione agli ottavi di finale dal Chelsea. In campionato si confermò seconda forza, a 7 punti dalla vetta della classifica.
La stagione 2020-2021 vede la squadra allenata da Mircea Lucescu tornare alla vittoria del campionato con tre giornate di anticipo.

## Colori e simboli

Logo usato dal 2008 al 2011

### Colori
I colori della maglia della Dinamo Kiev sono il bianco, che è il principale, e il blu, che è il colore delle sottili linee orizzontali. Anche i pantaloncini e i calzettoni sono tendenzialmente bianchi, con degli inserti blu.

### Simboli ufficiali

#### Stemma
Il simbolo della Dinamo Kiev è composto da un rombo blu con all'interno una "D" bianca, e sotto la parola "Kiev" scritta in caratteri cirillici; questo è sormontato da tre stelle gialle.

## Strutture

### Stadio

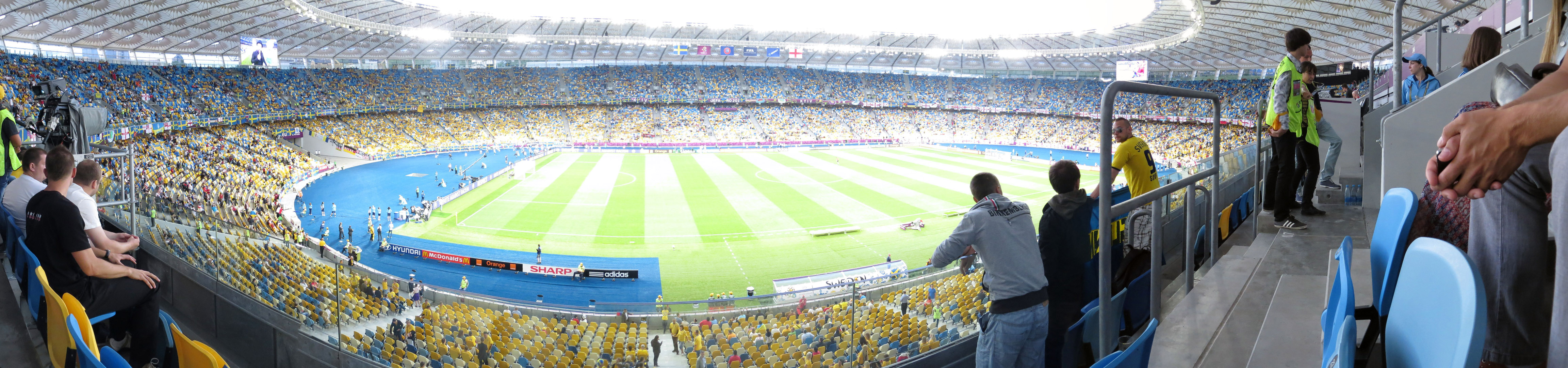
Veduta panoramica dello Stadio Olimpico, che viene utilizzato nelle gare internazionali del club.

Il terreno di gioco della Dinamo Kiev è lo Stadio Dynamo Lobanovs'kyj, che si trova a Kiev ed è situato sulla sponda del fiume Dnepr. Costruito nel 1934 può ospitare oggi 16.873 spettatori, ed è stato più volte ristrutturato; nel 2002 è stato intitolato al leggendario Valerij Lobanovs'kyj, da poco scomparso.
A causa però della sua ridotta capienza, nelle competizioni europee il club disputa le gare interne nello Stadio Olimpico, che si trova sempre in città e che può contenere 70.050 spettatori.
Costruito nel 1923, nella sua storia ha ospitato anche alcune gare di calcio nei Giochi della XXII Olimpiade ed è stato anche utilizzato in cinque incontri del campionato d'Europa 2012 che si è disputato in Polonia e Ucraina, tra cui la finale, che è stata vinta 4-0 dalla Spagna sull'Italia. Il 26 maggio 2018 si è disputata qui la finale della UEFA Champions League 2017-2018, al termine della quale il Real Madrid sconfitto per 3-1 il Liverpool.
Gioca qui anche la nazionale ucraina e, a causa della guerra del Donbass, pure lo Šachtar.

## Allenatori e presidenti
- 1936-1937  Michail Tovarovskij
- 1938  Vladimir Fomin
- 1939-1940  Michail Pečёnyj
- 1940-1941  Michail Butusov
- 1944-1945  Nikolaj Machinja
- 1945-1946  Lev Korčebokov
- 1946  Boris Apuchtin
- 1947  Konstantin Ščegockij
- 1948  Michail Suškov
- 1949  Michail Okun
- 1950  Evgenij Fokin
- 1951-1956  Oleg Ošenkov
- 1956-1958  Viktor Šilovskij
- 1959-1962  Vjačeslav Solov'ёv
- 1963  Viktor Terent'еv
- 1964-1970  Viktor Maslov
- 1971-1973  Aleksandr Sevidov
- 1973-1982  Valerij Lobanovskij
- 1983-1984  Jurij Morozov
- 1984-1990  Valerij Lobanovskij
- 1990-1993  Anatolij Puzač
- 1993  Mychajlo Fomenko
- 1993-1996  József Szabó
- 1994-1995  Mykola Pavlov
- 1997-mag. 2002  Valerij Lobanovs'kyj
- mag. 2002-ago. 2004  Oleksij Mychajlyčenko
- 2004  József Szabó
- 2004-2005  Leonid Burjak
- 2005-set. 2007  Anatolij Dem"janenko
- set.-nov. 2007  József Szabó
- nov.-dic. 2007  Oleh Lužnyj
- dic. 2007-mag. 2009  Jurij Sëmin
- mag. 2009-ott. 2010  Valerij Gazzaev
- ott.-dic. 2010  Oleh Lužnyj
- dic. 2010-set. 2012  Jurij Sëmin
- set. 2012  Aljaksandr Chackevič
- ott. 2012  Oleksij Mychajlyčenko
- ott. 2012-apr. 2014  Oleh Blochin
- apr. 2014-2017  Serhij Rebrov
- 2017-2019  Aljaksandr Chackevič
- 2019-2020  Oleksij Mychajlyčenko
- 2020-2023  Mircea Lucescu
- 2023-in corso  Oleksandr Šovkovs'kyj (ad interim)

## Calciatori

### Vincitori di titoli

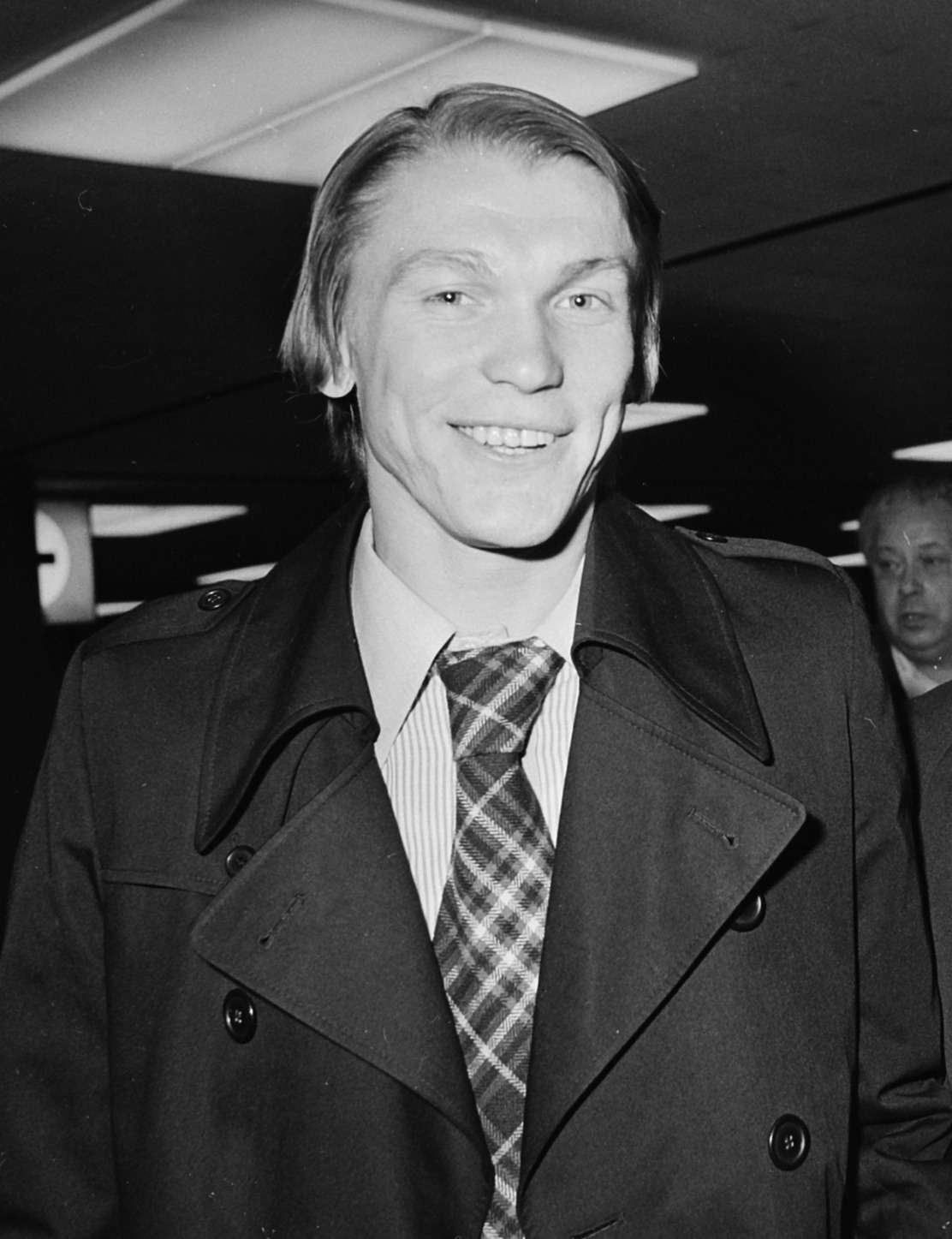
Oleh Blochin, primo Pallone d'oro della Dinamo Kiev nel 1975

Palloni d'oro
- Oleh Blochin (1975)
- Ihor Bjelanov (1986)

### Contributo alle Nazionali
Tra i tesserati della Dinamo Kiev durante l'epoca dell'Unione Sovietica, Jurij Kovalëv e Jurij Vojnov si sono laureati campioni d'Europa nell'edizione di Francia 1960, mentre Oleksij Mychajlyčenko ha vinto la medaglia d'oro al torneo olimpico di Seul 1988.

## Palmarès

### Competizioni nazionali
- Campionato sovietico: 13  (record)

1961, 1966, 1967, 1968, 1971, 1974, 1975, 1977, 1980, 1981, 1985, 1986, 1990
- Coppa dell'URSS: 9

1954, 1964, 1965-1966, 1974, 1978, 1982, 1984-1985, 1986-1987, 1989-1990
- Supercoppa dell'Unione Sovietica: 3  (record)

1981, 1986, 1987
- Coppa della RSS Ucraina: 6 (record)

1937, 1938, 1944, 1946, 1947, 1948
- Campionato ucraino: 17  (record)

1992-1993, 1993-1994, 1994-1995, 1995-1996, 1996-1997, 1997-1998, 1998-1999, 1999-2000, 2000-2001, 2002-2003, 2003-2004, 2006-2007, 2008-2009, 2014-2015, 2015-2016, 2020-2021, 2024-2025
- Coppa d'Ucraina: 13

1992-1993, 1995-1996, 1997-1998, 1998-1999, 1999-2000, 2002-2003, 2004-2005, 2005-2006, 2006-2007, 2013-2014, 2014-2015, 2019-2020, 2020-2021
- Supercoppa d'Ucraina: 9  (record condiviso con lo Šachtar Donec'k)

2004, 2006, 2007, 2009, 2011, 2016, 2018, 2019, 2020

### Competizioni internazionali
- Coppa delle Coppe: 2  (record ucraino)

1974-1975, 1985-1986
- Supercoppa UEFA: 1  (record ucraino)

1975
- Coppa dei Campioni della CSI: 4

1996, 1997, 1998, 2002

### Competizioni giovanili
- Trofeo Dossena: 1

1989

## Statistiche e record

### Partecipazione ai campionati e ai tornei internazionali

#### Campionati nazionali
La Dinamo Kiev ha sempre partecipato alla massima divisione del campionato sovietico e di quello ucraino, essendo in entrambi i casi il club più titolato.
Dalla nascita alla stagione 2024-2025 compresa il club ha ottenuto le seguenti partecipazioni ai campionati nazionali:
| Livello | Categoria                                            | Partecipazioni | Debutto          | Ultima stagione | Totale |
| ------- | ---------------------------------------------------- | -------------- | ---------------- | --------------- | ------ |
| 1º      | Pervaja Gruppa/Klass A/Pervaja Gruppa A/Vysšaja Liga | 54             | 1936 (primavera) | 1991            | 88     |
| 1º      | Vyšča Liha/Prem"jer-liha                             | 34             | 1992             | 2024-2025       | 88     |

#### Tornei internazionali
Fino alla caduta del Muro di Berlino la Dinamo Kiev è stata una delle pochissime squadre appartenenti ai Paesi del Patto di Varsavia a vincere un trofeo internazionale, portandone a casa ben tre: ha conquistato infatti la Coppa delle Coppe 1974-1975 battendo nella finale di Basilea il Ferencváros, mentre poco dopo ha sconfitto il Bayern Monaco, sollevando così la Supercoppa UEFA. Ha poi vinto anche la Coppa delle Coppe 1985-1986 in seguito alla vittoria nella finale di Lione sull'Atlético Madrid, ma è poi stato battuto dalla Steaua Bucarest nella Supercoppa UEFA. Notevole è anche il raggiungimento di tre semifinali di Coppa dei Campioni/Champions League, nel 1976-1977, nel 1986-1987 e nel 1998-1999; lo stesso traguardo è stato tagliato anche nella Coppa UEFA 2008-2009, dove è stata tra l'altro sconfitta dai connazionali dello Šachtar, mentre poco prima aveva avuto la meglio sul Metalist. In tempi recenti il club è una presenza costante in Champions League, almeno nei preliminari, riuscendo però ad accedere alla fase ad eliminazione diretta per l'ultima volta nell'edizione 2015-2016, quando è stato eliminato negli ottavi dal Manchester City.
Alla stagione 2024-2025 il club ha ottenuto le seguenti partecipazioni ai tornei internazionali:
| Categoria                                | Partecipazioni | Debutto   | Ultima stagione |
| ---------------------------------------- | -------------- | --------- | --------------- |
| Coppa dei Campioni/UEFA Champions League | 40             | 1967-1968 | 2024-2025       |
| Coppa delle Coppe                        | 4              | 1965-1966 | 1990-1991       |
| Supercoppa UEFA                          | 2              | 1975      | 1986            |
| Coppa UEFA/UEFA Europa League            | 22             | 1973-1974 | 2024-2025       |
| UEFA Europa Conference League            | 1              | 2023-2024 | 2023-2024       |

### Statistiche individuali
Il giocatore con più presenze nelle competizioni europee è Oleksandr Šovkovs'kyj a quota 143, mentre il miglior marcatore è Serhij Rebrov con 31 gol.
Record di gol e di presenze di tutti i tempi con la maglia del club.

#### Gol
Aggiornato al 19 maggio 2018.
| #  | Nome              | Anni                | Campionato | Coppa nazionale | Coppe internazionali | Altre coppe | Totale |
| -- | ----------------- | ------------------- | ---------- | --------------- | -------------------- | ----------- | ------ |
| 1  | Oleh Blochin      | 1969–1987           | 211        | 29              | 26                   | 0           | 266    |
| 2  | Serhij Rebrov     | 1992–2000 2005–2007 | 113        | 19              | 31                   | 0           | 163    |
| 3  | Maksim Shatskix   | 1999–2008           | 97         | 22              | 23                   | 0           | 142    |
| 4  | Andrij Jarmolenko | 2007–2017           | 99         | 19              | 19                   | 0           | 137    |
| 5  | Andrij Ševčenko   | 1994–1999 2009–2012 | 83         | 16              | 25                   | 12          | 136    |
| 6  | Oleh Husjev       | 2003–2016 2017-2018 | 57         | 15              | 22                   | 2           | 96     |
| 7  | Arcëm Mileŭski    | 2002–2013           | 57         | 11              | 16                   | 3           | 87     |
| 8  | Viktor Kanevs'kyj | 1953–1964           | 80         | 5               | 0                    | 0           | 85     |
| 9  | Leonid Burjak     | 1973–1984           | 56         | 12              | 14                   | 0           | 82     |
| 10 | Viktor Kolotov    | 1971–1981           | 62         | 11              | 8                    | 0           | 81     |

#### Presenze
Aggiornato al 19 maggio 2018.
| #  | Nome                 | Anni                | Campionato | Coppa nazionale | Coppe internazionali | Altre coppe | Totale |
| -- | -------------------- | ------------------- | ---------- | --------------- | -------------------- | ----------- | ------ |
| 1  | Oleksandr Šovkovskij | 1993–2016           | 426        | 58              | 144                  | 9           | 637    |
| 2  | Oleh Blochin         | 1969–1987           | 432        | 67              | 79                   | 3           | 581    |
| 3  | Oleh Husjev          | 2003–2016 2017–2018 | 295        | 43              | 98                   | 6           | 442    |
| 4  | Anatolij Dem"janenko | 1979–1990 1992–1993 | 347        | 47              | 43                   | 2           | 439    |
| 5  | Leonid Burjak        | 1973–1984           | 304        | 52              | 51                   | 2           | 409    |
| 6  | Volodymyr Veremjejev | 1968–1982           | 310        | 45              | 44                   | 2           | 401    |
| 7  | Volodymyr Muntyan    | 1965–1977           | 302        | 34              | 35                   | 0           | 371    |
| 8  | Volodymyr Bezsonov   | 1976–1990           | 278        | 48              | 39                   | 3           | 368    |
| 9  | Serhij Rebrov        | 1992–2000 2005–2007 | 242        | 44              | 73                   | 2           | 361    |
| 10 | Vladyslav Vaščuk     | 1993–2002 2005–2008 | 253        | 41              | 62                   | 0           | 356    |

### Statistiche di squadra
A livello internazionale la miglior vittoria è per 8-0, ottenuta contro il Barry Town nel primo turno preliminare della UEFA Champions League 1998-1999, mentre la peggior sconfitta è per 5-0, subito in due occasioni: contro la Juventus nella fase a gruppi della UEFA Champions League 2002-2003 e contro il Benfica nella fase a gruppi della Coppa dei Campioni 1991-1992.

## Organico

### Rosa 2024-2025
| N. |                     | Ruolo | Calciatore                        |
| -- | ------------------- | ----- | --------------------------------- |
| 2  | Ucraina (bandiera)  | D     | Kostjantyn Vivčarenko             |
| 4  | Ucraina (bandiera)  | D     | Denys Popov                       |
| 5  | Ucraina (bandiera)  | C     | Oleksandr Jacyk                   |
| 6  | Ucraina (bandiera)  | C     | Volodymyr Bražko                  |
| 7  | Ucraina (bandiera)  | A     | Andrij Jarmolenko (vice capitano) |
| 8  | Ucraina (bandiera)  | C     | Oleksandr Pichal'onok             |
| 9  | Ucraina (bandiera)  | A     | Nazar Vološyn                     |
| 10 | Ucraina (bandiera)  | C     | Mykola Šaparenko                  |
| 11 | Ucraina (bandiera)  | A     | Vladyslav Vanat                   |
| 15 | Ucraina (bandiera)  | C     | Valentyn Rubčyns'kyj              |
| 17 | Colombia (bandiera) | A     | Ángel Torres                      |
| 18 | Ucraina (bandiera)  | D     | Oleksandr Tymčyk                  |
| 19 | Suriname (bandiera) | C     | Justin Lonwijk                    |
| 20 | Ucraina (bandiera)  | C     | Oleksandr Karavajev               |
| 21 | Ucraina (bandiera)  | A     | Vladyslav Suprjaha                |
| 22 | Ucraina (bandiera)  | A     | Vladyslav Kabajev                 |

| N. |                        | Ruolo | Calciatore                     |
| -- | ---------------------- | ----- | ------------------------------ |
| 29 | Ucraina (bandiera)     | C     | Vitalij Bujal's'kyj (capitano) |
| 30 | Senegal (bandiera)     | A     | Samba Diallo                   |
| 32 | Ucraina (bandiera)     | D     | Taras Mychavko                 |
| 34 | Ucraina (bandiera)     | D     | Oleksandr Syrota               |
| 35 | Ucraina (bandiera)     | P     | Ruslan Neščeret                |
| 39 | Panama (bandiera)      | A     | Eduardo Guerrero               |
| 40 | Ucraina (bandiera)     | D     | Kristian Bilovar               |
| 44 | Ucraina (bandiera)     | D     | Vladyslav Dubinčak             |
| 45 | Ucraina (bandiera)     | D     | Maksym Braharu                 |
| 51 | Ucraina (bandiera)     | P     | Valentyn Morhun                |
| 74 | Ucraina (bandiera)     | P     | Denys Ihnatenko                |
| 77 | Nigeria (bandiera)     | C     | Benito                         |
| 91 | Ucraina (bandiera)     | C     | Mykola Mychajlenko             |
| 99 | Ucraina (bandiera)     | A     | Matvij Ponomarenko             |
|    | Lussemburgo (bandiera) | C     | Gerson Rodrigues               |
|    | Venezuela (bandiera)   | A     | Eric Ramírez                   |